# Consejos regionales de Chile
Los consejos regionales son órganos públicos colegiados, de carácter normativo, resolutivo y fiscalizador, dentro del ámbito propio de competencias de los gobiernos regionales, encargados de hacer efectiva la participación de la ciudadanía y ejercer las atribuciones que la Ley 19175, Orgánica Constitucional sobre Gobierno y Administración Regional le encomienda, existentes en cada una de las regiones en que se divide Chile. Estos consejos, junto a los gobernadores respectivos, integran los gobiernos regionales.
Fueron creados mediante una reforma constitucional efectuada el año 1991 e implementada con la ley 19175, orgánica constitucional sobre gobierno y administración regional, de 1992.
Antes los consejeros regionales eran designados por los concejales, pero desde 2014, los consejeros son elegidos por sufragio universal, en votación directa, por periodos de cuatro años, y que pueden ser reelegidos.  
Cada consejo regional es presidido por su respectivo gobernador o gobernadora.

## Consejeros regionales

### Requisitos
Para ser elegido consejero regional, se requiere ser ciudadano con derecho a sufragio, mayor de edad, haber cursado la enseñanza media o su equivalente y tener residencia en la región durante un plazo no inferior a dos años, contado hacia atrás desde el día de la elección.
No puede tener dependencia de sustancias o drogas estupefacientes o sicotrópicas ilegales, a menos que justifique su consumo por un tratamiento médico. Para asumir el cargo, el interesado debe prestar una declaración jurada que acredite que no se encuentra afecto a esta causal de inhabilidad.
No pueden ser consejeros regionales:
- Los senadores y diputados.
- Los ministros de Estado, los subsecretarios, los delegados presidenciales regionales, los delegados presidenciales provinciales, los alcaldes, los concejales y los funcionarios públicos de la exclusiva confianza del presidente de la República o del Delegado presidencial regional respectivo;
- Los funcionarios de la Contraloría General de la República y los miembros del Consejo del Banco Central.
- Los miembros del Poder Judicial, los fiscales del Ministerio Público y los miembros del Tribunal Constitucional, del Tribunal Calificador de Elecciones y de los Tribunales Electorales Regionales, y los miembros de las Fuerzas Armadas, Carabineros e Investigaciones.
- Las personas que tengan vigente o suscriban, por sí o por terceros, contratos o cauciones ascendentes a doscientas unidades tributarias mensuales o más, con el respectivo gobierno regional. Tampoco pueden serlo quienes tengan litigios pendientes con el gobierno regional, a menos que se refieran al ejercicio de derechos propios, de su cónyuge, hijos, adoptados o parientes hasta el tercer grado de consanguinidad y segundo de afinidad inclusive. Igual prohibición regirá respecto de los directores, administradores, representantes y socios titulares del diez por ciento o más de los derechos de cualquier clase de sociedad, cuando esta tenga contratos o cauciones vigentes ascendentes a doscientas unidades tributarias mensuales o más, o litigios pendientes, con el gobierno regional.
- Las personas que se hallen condenadas por crimen o simple delito.

### Elección

#### 1992-2013
Entre 1992 y 2013, los consejeros eran elegidos por los concejales de la región, constituidos para estos efectos en colegio electoral por cada una de las provincias respectivas, de acuerdo con la siguiente distribución:
- Dos consejeros por cada provincia, independientemente de su número de habitantes,y
- Diez consejeros en las regiones de hasta un millón de habitantes y catorce en aquellas que superen esa cifra, los que se distribuyen entre las provincias de la región a prorrata de su población consignada en el último censo nacional oficial.

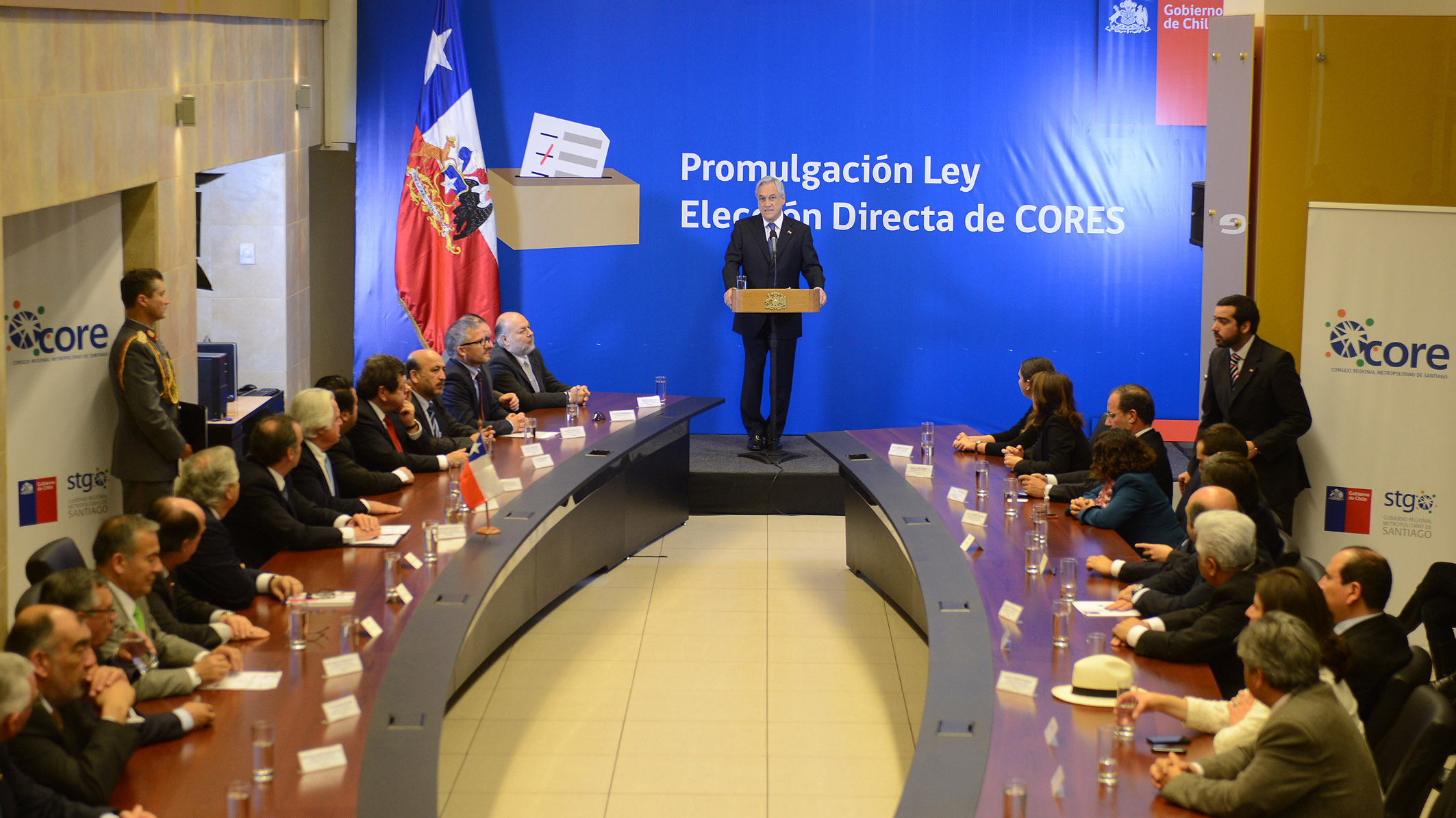
Promulgación de la ley que establece las elecciones de los consejeros regionales.

En octubre de 2009 se aprueba ley de reforma constitucional N.º 20.390, en donde se establece la elección directa de los consejeros regionales. Sin embargo recién en 2013 entra en vigencia la Ley Orgánica Constitucional de Gobierno y Administración Regional. El proyecto fue presentado en el año 2009 por la presidenta Michelle Bachelet, contempla un modelo de elección de representación proporcional y estos, a su vez, eligen a un Presidente del Consejo Regional. La ley fue aprobada por la Cámara de Diputados en diciembre de 2012, por lo que las primeras elecciones populares de consejeros regionales se realizaron el 17 de noviembre de 2013, en conjunto con las elecciones presidencial y parlamentarias. La reforma fue finalmente publicada como la ley 20.678, que es la modificatoria de la ley orgánica constitucional de Gobierno y Administración Regional el 19 de junio de 2013.

#### Desde 2013
A partir de 2013 se modificó el número y la distribución de los consejeros regionales por provincia.
- En cuanto al número de consejeros por región (art. 29 inc. 2° LOCGAR), cada región cuenta con:
  - 14 consejeros, en las regiones de hasta 400 000 habitantes (Arica y Parinacota, Tarapacá, Atacama, Los Ríos, Aysén y Magallanes)
  - 16 consejeros, en las regiones entre 400 001 y 800 000 hbtes. (Antofagasta, Coquimbo y Ñuble desde 2022)
  - 20 consejeros, en las regiones entre 800 001 y 1 500 000 hbtes. (O'Higgins desde 2022, Maule, La Araucanía y Los Lagos desde 2022)
  - 28 consejeros, en las regiones de más de 1 500 000 hbtes. (Biobío y Valparaíso)
  - 34 consejeros, en la  Región Metropolitana (por tener más de 4 000 000 hbtes.)
- En cuanto a la distribución de los consejeros por provincia (art. 29 inc. 3° y siguientes LOCGAR):
  - La mitad de los consejeros se dividirá por el número de provincias (o circunscripciones provinciales), dando ese resultado el número mínimo de consejeros de cada provincia.
  - La otra mitad, más el resto de la división anterior, será repartido entre las provincias a prorrata de su población.
  - Una provincia tendrá al menos dos consejeros, aunque de los resultados anteriores se obtenga menos de esa cifra.

Los consejeros regionales serán elegidos popularmente por provincia, excepto en aquellos casos en que éstas se dividan en circunscripciones provinciales (art. 29 bis LOCGAR):
- La provincia de Valparaíso (Región de Valparaíso) se dividirá en dos circunscripciones provinciales: la primera constituida por las comunas de Puchuncaví, Quintero, Concón y Viña del Mar; y la segunda constituida por las comunas de Juan Fernández, Valparaíso y Casablanca.
- La provincia de Cachapoal (Región del Libertador General Bernardo O'Higgins) se dividirá en dos circunscripciones provinciales: la primera constituida por la comuna de Rancagua y la segunda constituida por las comunas de Mostazal, Graneros, Codegua, Machalí, Olivar, Doñihue, Coltauco, Las Cabras, Peumo, Coínco, Malloa, Quinta de Tilcoco, Rengo, Requínoa, Pichidegua y San Vicente.
- La provincia de Concepción (Región del Biobío) se dividirá en tres circunscripciones provinciales: la primera constituida por las comunas de Tomé, Penco, Hualpén y Talcahuano; la segunda constituida por las comunas de Chiguayante, Concepción y Florida; y la tercera constituida por las comunas de San Pedro de la Paz, Coronel, Lota, Hualqui y Santa Juana.
- La provincia de Cautín (Región de la Araucanía) se dividirá en dos circunscripciones provinciales: la primera constituida por las comunas de Temuco y Padre Las Casas; y la segunda constituida por las comunas de Galvarino, Lautaro, Perquenco, Vilcún, Melipeuco, Carahue, Cholchol, Freire, Nueva Imperial, Pitrufquén, Saavedra, Teodoro Schmidt, Cunco, Curarrehue, Gorbea, Loncoche, Pucón, Toltén y Villarrica.
- La provincia de Santiago (Región Metropolitana de Santiago) se dividirá en seis circunscripciones provinciales: la primera constituida por las comunas de Pudahuel, Quilicura, Conchalí, Huechuraba y Renca; la segunda constituida por las comunas de Independencia, Recoleta, Santiago, Quinta Normal, Cerro Navia y Lo Prado; la tercera constituida por las comunas de Maipú, Cerrillos y Estación Central; la cuarta constituida por las comunas de Ñuñoa, Providencia, Las Condes, Vitacura, Lo Barnechea y La Reina (Santiago Oriente); la quinta constituida por las comunas de Peñalolén, La Granja, Macul, San Joaquín y La Florida; y la sexta constituida por las comunas de El Bosque, La Cisterna, San Ramón, Lo Espejo, Pedro Aguirre Cerda, San Miguel y La Pintana.[7]

### Incompatibilidades, inhabilidades y cesación
El cargo de consejero regional es incompatible con los de gobernador regional, alcalde y de concejal y con el de miembro de los consejos comunales de la sociedad civil.
Es incompatible, también, con el desempeño de las funciones de senador, diputado, ministro de estado, subsecretario, delegado presidencial regional, delegado presidencial provincial, funcionario público de la exclusiva confianza del presidente, funcionario de la Contraloría General de la República y de miembro del Consejo del Banco Central, de miembro del Poder Judicial, de fiscal del Ministerio Público y de miembro del Tribunal Constitucional, del Tribunal Calificador de Elecciones y de los Tribunales Electorales Regionales, y de miembro de las Fuerzas Armadas, Carabineros e Investigaciones, de secretario regional ministerial y de director de servicios regionales, y con todo otro empleo, función o comisión en el mismo gobierno regional o con cargos en las plantas directivas de las municipalidades.
Quedan inhabilitados para desempeñar el cargo de consejero regional:
- Los consejeros que tengan suscriban, por sí o por terceros, contratos o cauciones ascendentes a doscientas unidades tributarias mensuales o más, con el respectivo gobierno regional, o que inicien litigios con el gobierno regional, a menos que se refieran al ejercicio de derechos propios, de su cónyuge, hijos, adoptados o parientes hasta el tercer grado de consanguinidad y segundo de afinidad inclusive.
- Los consejeros que actúen como abogados o mandatarios en cualquier clase de juicio contra el respectivo gobierno regional.

Ningún consejero puede tomar parte en la discusión y votación de asuntos en que él o sus parientes, hasta el cuarto grado de consanguinidad o segundo de afinidad, estén interesados, salvo que se trate de nombramientos o designaciones que correspondan a los propios consejeros.
Los consejeros cesan en sus cargos por las siguientes causales:
- Incapacidad psíquica o física para su desempeño.
- Renuncia por motivos justificados, aceptada por el consejo. No obstante, si la renuncia fuere motivada por la postulación a un cargo de elección popular, no se requerirá esa aceptación;
- Inasistencia injustificada a más del cincuenta por ciento de las sesiones del consejo celebradas en un año calendario.
- Pérdida de alguno de los requisitos exigidos para ser elegido consejero o incurrir en alguna de las causales de inhabilidad sobreviviente establecidas en la ley. Sin embargo, la suspensión del derecho a sufragio solo dará lugar a la incapacitación temporal para el desempeño del cargo.
- Incurrir en alguna de las incompatibilidades previstas en la ley o en una contravención grave al principio de la probidad administrativa regulado por la Ley N.º 18.575.
- Actuar como agente en gestiones particulares de carácter administrativo, en la provisión de empleos públicos, consejerías, funciones o comisiones de similar naturaleza, sea que el consejero actúe por sí o por interpósita persona, natural o jurídica, o por medio de una sociedad de personas de la que forme parte.
- Haber infringido gravemente las normas sobre transparencia, límites y control del gasto electoral, conforme lo disponen el artículo 125 de la Constitución Política de la República y el artículo 28 bis de la ley N.º 19.884.

### Remuneración de los consejeros
Los consejeros regionales tiene derecho a una dieta mensual de veinte unidades tributarias mensuales, la que se percibe por la asistencia a la totalidad de las sesiones del consejo celebradas en el mes respectivo, disminuyéndose proporcionalmente según el número de inasistencias del consejero. Para tales efectos, se consideran tanto las sesiones ordinarias como las extraordinarias. A julio de 2023, la dieta mensual máxima de los consejeros regionales corresponde a CLP$ 1.266.520.
Asimismo, cada consejero regional tiene derecho a percibir una dieta de cuatro unidades tributarias mensuales, con un máximo de doce en el mes, por la asistencia a cada sesión de comisión de trabajo. 
Cuando un consejero regional se encuentre en el desempeño de cometidos en representación del gobierno regional o del consejo regional, y ello le signifique trasladarse fuera de su lugar de residencia habitual, tendrá derecho a pasajes o reembolso por gastos de traslado y a una suma equivalente al viático que corresponde al gobernador regional, por conceptos de gastos de alimentación y alojamiento, los que no requerirán rendición. Igual derecho tendrán los consejeros que deban trasladarse fuera de su lugar de residencia habitual para asistir a las sesiones del consejo y de las comisiones. El consejo regional sólo podrá encomendar el cumplimiento de tareas a sus miembros en la medida que exista disponibilidad presupuestaria, la que deberá certificar el jefe de división de administración y finanzas del gobierno regional.

## Presidente
A partir de 2021, la presidencia del consejo regional recae en el gobernador regional. Previamente el órgano debía elegir a uno de sus miembros para la función de presidente y podía removerlo en votación supramayoritaria.
Corresponde al gobernador regional, en su función de presidente del consejo regional:
- Ordenar que se reciba la votación, fijar su orden y proclamar las decisiones del consejo.
- Mantener el orden en el recinto, pudiendo solicitar, si lo estima necesario, el auxilio de la fuerza pública.
- Mantener la correspondencia del consejo regional con las autoridades de nivel central, con el delegado presidencial regional, con las Cortes de Apelaciones con asiento en la región, con el Tribunal Electoral Regional y con la contraloría regional respectiva.
- Actuar en representación del consejo en los actos de protocolo que corresponda.
- Cuidar de la observancia del reglamento.

## Atribuciones
Corresponde al consejo regional:
- Aprobar el reglamento que regula su funcionamiento, en el que se puede contemplar la existencia de diversas comisiones de trabajo.
- Aprobar los reglamentos regionales.
- Aprobar los planes regionales de desarrollo urbano, los planes reguladores metropolitanos y los planes reguladores intercomunales propuestos por la Secretaría Regional Ministerial de Vivienda y Urbanismo.
- Aprobar los planes reguladores comunales y los planes seccionales de comunas que no formen parte de un territorio normado por un plan regulador metropolitano o intercomunal, previamente acordados por las  municipalidades, en conformidad con la Ley General de Urbanismo y Construcciones, sobre la base del informe técnico que deberá emitir la Secretaría Regional Ministerial de Vivienda y Urbanismo respectiva.
- Aprobar, modificar o sustituir el plan de desarrollo de la región y el proyecto de presupuesto regional, así como sus respectivas modificaciones, sobre la base de la proposición del gobernador regional;
- Distribuir por ítems o marcos presupuestarios, sobre la base de la proposición del gobernador regional, los recursos del o los programas de inversión del gobierno regional que correspondan a la región;
- Aprobar, modificar o sustituir los convenios de programación que el gobernador regional proponga celebrar, sin perjuicio de la facultad de recomendar a aquél, por mayoría absoluta de sus miembros en ejercicio, la suscripción de convenios de programación específicos;
- Fiscalizar el desempeño del gobernador regional en su calidad de órgano ejecutivo del gobierno regional, como también el de las unidades que de él dependan o que ejerzan competencias propias del gobierno regional, de conformidad a lo dispuesto en el artículo siguiente;
- Requerir información de autoridades o jefaturas que desempeñen sus funciones en la región o a nivel provincial sobre el accionar de sus respectivas instituciones, en las materias de competencia del consejo regional, las que deberán responder dentro del plazo de treinta días;
- Recomendar al gobernador regional la implementación de acciones de interés regional;
- Dar su acuerdo al gobernador regional para enajenar o gravar bienes raíces que formen parte del patrimonio del gobierno regional y respecto de los demás actos de administración en que lo exijan las disposiciones legales, incluido el otorgamiento de concesiones;
- Emitir opinión respecto de las proposiciones de modificación a la división política y administrativa de la región que formule el gobierno nacional, y otras que le sean solicitadas por los Poderes del Estado;
- Aprobar, modificar o sustituir el plan regional de desarrollo turístico;
- Aprobar las propuestas de territorios como zonas rezagadas y su respectivo plan de desarrollo;
- Aprobar el anteproyecto regional de inversiones a que se refiere el artículo 71;
- Conocer el programa público de inversiones para la región según lo dispuesto en el inciso final del artículo 73, y de su ejecución en forma trimestral;
- Aprobar las solicitudes de transferencias de competencias que se realicen al Presidente de la República, así como las competencias que en definitiva se transfieran;
- Aprobar la propuesta de proyecto de zonificación del borde costero de la región, así como las eventuales modificaciones a la zonificación vigente.
- Ejercer las demás atribuciones necesarias para el ejercicio de las funciones que la ley le encomiende.

## Funcionamiento
El consejo regional funciona en sesiones ordinarias y extraordinarias. En las sesiones ordinarias puede abordarse cualquier asunto de la competencia del consejo y en las sesiones extraordinarias solo pueden tratarse las cuestiones incluidas en la convocatoria.
Las sesiones ordinarias y extraordinarias son públicas. Su convocatoria se efectúa conforme lo determine el reglamento, el que también ha de establecer los casos y oportunidades en que el consejo se constituya en sesión secreta.
El consejo regional debe determinar en un reglamento interno las demás normas necesarias para su funcionamiento, regulándose en él las comisiones de trabajo que el consejo podrá constituir para desarrollar sus funciones, las que, en todo caso, serán siempre presididas por un consejero regional, sin perjuicio de la asistencia de terceros cuya opinión se considere relevante a juicio de la propia comisión.
El cuórum para sesionar, en primera citación, es los tres quintos de los consejeros en ejercicio y, en segunda citación, de la mayoría absoluta de aquellos.
Salvo que la ley exija un cuórum distinto, los acuerdos del consejo se adoptan por la mayoría absoluta de los consejeros asistentes a la sesión respectiva.
El consejo debe acordar el número de sesiones ordinarias a realizar en el mes, debiendo efectuarse a lo menos dos.

### Secretaría del consejo
El consejo regional dispone de una secretaría, destinada a prestarle asesoría para el desempeño de sus funciones.
El consejo debe designar a un secretario ejecutivo que, además, es su ministro de fe y cuyas tareas se rigen por la legislación laboral común, sin perjuicio de que se le aplican las disposiciones sobre probidad administrativa contenidas en la Ley N.º 18.575. A la persona que cumpla las funciones de secretario ejecutivo del consejo, le son aplicables los requisitos, las incompatibilidades, causales de cesación en el cargo e inhabilidades contempladas para los cargos de consejero regional.